# Трайко Славески
Трайко Славески (на македонска литературна норма: Трајко Славески) е политик от Северна Македония.

## Биография
Роден е през 1960 година в град Охрид, тогава във Федерална Югославия. Завършва Икономическия факултет на Скопския университет. Между 1986 и 1987 продължава стажа си в Калифорнийския щатски университет в Чико. През 1989 – 1990 учи в Харвардския университет. През 1983 става бакалавър, от 1988 е магистър, а през 1997 година става и доктор на икономическите науки. Между 1999 и 2000 година е министър на развитието в правителството на Любчо Георгиевски. От ноември 2000 до септември 2002 е съветник на министъра на финансите на Република Македония и национален координатор за подготовката на Националната стратегия за съкращение на бедността. От 28 август 2006 до 8 юли 2009 е министър на финансите.